# Ruffieux
Ruffieux település Franciaországban, Savoie megyében. Lakosainak száma 808 fő (2022. január 1.). Ruffieux Chindrieux, Serrières-en-Chautagne, Vions, Moye, Culoz-Béon és Entrelacs községekkel határos.

## Népesség
A település népessége az elmúlt években az alábbi módon változott:
| Lakosok száma | 836  | 856  | 864  | 837  | 826  | 816  | 808  | 806  | 808  |
|               | 2013 | 2015 | 2016 | 2017 | 2018 | 2019 | 2020 | 2021 | 2022 |